# Picoteo de plumas

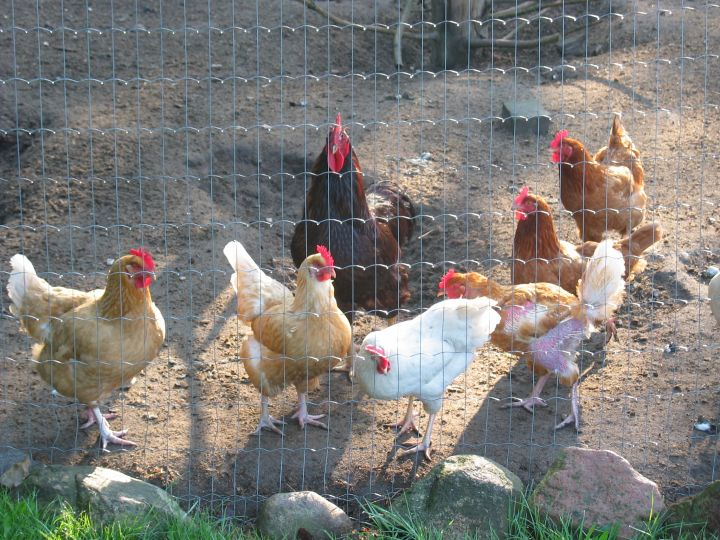
Picoteo de plumas entre gallinas ponedoras. En la parte inferior derecha de la imagen, la gallina blanca ha perdido las plumas de la cola y la gallina marrón ha recibido picotazos en el muslo y el ala.

El picoteo de plumas es un problema de comportamiento animal que ocurre con mayor frecuencia entre las gallinas domésticas criadas para la producción de huevos, aunque también se da en otras aves de corral como faisanes, pavos, patos, pollos pollos de engorde y a veces se ve en avestruces de granja. El picoteo de plumas ocurre cuando un pájaro picotea repetidamente las plumas de otro. Los niveles de gravedad pueden reconocerse como leve y severo. El picoteo suave de las plumas se considera un comportamiento normal de investigación en el que las plumas del receptor apenas se alteran y, por lo tanto, no representa un problema. Sin embargo, en el picoteo severo, las plumas del receptor son agarradas, tironeadas y, a veces, arrancadas. Esto es doloroso para el ave receptora y puede provocar traumatismos en la piel o hemorragias, lo que a su vez puede provocar canibalismo y muerte.
El picoteo de las plumas es uno de los principales problemas a los que se enfrenta la industria del huevo en los sistemas sin jaulas y está destinado a convertirse en un problema aún mayor con la legislación de la UE (Directiva del Consejo 1999/74/EC) que prohíbe la cría de gallinas ponedoras en jaulas en batería estériles que entraron en vigor en 2012, y la perspectiva de una prohibición del recorte de picos (véase más adelante). Reducir el picoteo de plumas sin recurrir al recorte del pico es un objetivo importante para la industria avícola.

## Base motivacional
Se considera que el picoteo de plumas es un comportamiento redirigido, que se desarrolla a partir del picoteo en el suelo o del picoteo durante los baños de polvo, aunque la primera hipótesis es ahora la más favorecida. Las aves cautivas suelen vivir en entornos estériles con escasas oportunidades para buscar alimento y, además, se alimentan con una dieta rica en nutrientes que pueden ingerir en pocos minutos, en lugar de las horas que necesitarían para conseguirlo durante la búsqueda normal de alimento. La combinación de estos factores hace que la actividad de búsqueda de alimento de las aves se redirija a las plumas de sus congéneres.
- El picoteo de plumas no es agresión. Durante los encuentros agresivos, las gallinas picotean exclusivamente en la parte superior de la cabeza o la cresta, mientras que durante el picoteo de las plumas, las zonas del cuerpo que suelen ser el objetivo son la base de la cola sobre la glándula uropigial o acicalada, la espalda, las plumas de la cola y las plumas de las alas.
- Aunque la actividad de picoteo de plumas puede estar relacionada con las relaciones de dominancia o el orden jerárquico, la formación de la jerarquía de dominancia no está involucrada en la causalidad del picoteo de plumas.
- El picoteo de plumas también es distinto de otro comportamiento psicopatológico llamado desplume o arrancamiento de plumas. Al arrancarse las plumas, las aves, a menudo aisladas, se quitan las plumas de su propio cuerpo; en el picoteo de plumas, sin embargo, los pájaros se picotean las plumas unos a otros.

A veces, las plumas arrancadas se comen, en cuyo caso el comportamiento se denomina "comer plumas". Aunque puede haber una asociación positiva entre el picoteo y la ingestión de plumas, al menos en el ave individual, es probable que ello se deba a una mayor motivación general para picotear. Comer plumas aumenta el tránsito intestinal, lo que indica que picotear y comer plumas tienen una base motivacional diferente.

## Desarrollo
La experiencia temprana puede influir en el picoteo severo de plumas en etapas posteriores de la vida. Las gallinas ponedoras comerciales a menudo ya han comenzado a picotear las plumas cuando son trasladadas a la granja de puesta de huevos desde la granja de crianza aproximadamente a las 16 a 20 semanas de edad, y la calidad del plumaje puede deteriorarse rápidamente hasta alcanzar el pico de puesta aproximadamente a las 25 semanas de edad. El picoteo severo de plumas puede comenzar o persistir más allá de esta edad, aunque raramente comienza después de las 40 semanas de edad.
Aunque existen vínculos entre el picoteo suave de plumas y el picoteo severo de plumas, todavía no está claro si la forma suave conduce a la forma severa.
Algunas zonas del cuerpo son el objetivo del picoteo de plumas y existe un patrón en el desarrollo de las zonas que se picotean. El área de la rabadilla sobre la glándula uropigial y la cola suelen ser las primeras regiones del cuerpo en mostrar signos de daños en el plumaje debido al picoteo de las plumas, seguidas por el cuello, las alas y la espalda, aunque en el avestruz que tiene un similar patrón de desarrollo de picoteo de plumas, la glándula uropigial está ausente.

## Predominio
Aunque el picoteo de plumas ocurre en todos los sistemas comerciales de alojamiento de gallinas ponedoras, a menudo es más frecuente o grave en los sistemas de parvadas sueltas porque es menos fácil de controlar y puede propagarse más rápidamente. Las cifras de prevalencia oscilan entre el 57 y el 86 % de las parvadas camperas y el 99 % de las gallinas dentro de una misma parvada pueden verse afectadas. La parvada nacional de gallinas ponedoras del Reino Unido es actualmente (2011) de aproximadamente 33 millones de aves, de las cuales aproximadamente 10 millones son camperas. Esto indica que  5,5 millones de gallinas camperas al año pueden verse afectadas por el picoteo de plumas. Se ha estimado que el 4% de las gallinas en granjas camperas mueren a causa del picoteo de plumas, lo que representa 220 000 muertes cada año solo en el Reino Unido debido a este problema de comportamiento. La legislación de la UE (Directiva del Consejo 1999/74/EC) prohibirá las jaulas en batería o convencionales en 2012, lo que significa que muchos productores cambiarán a utilizar sistemas de cría al aire libre, lo que posiblemente exacerbará este problema de bienestar hasta que se aprendan métodos efectivos para su control - véase "Una guía para el manejo práctico del picoteo de plumas y el canibalismo en gallinas ponedoras de corral" de Defra.

## Factores de riesgo
El picoteo de plumas es un problema multifactorial y se han identificado una gran cantidad de factores de riesgo para las parvadas comerciales.
Los factores que pueden reducir el picoteo de plumas son:

### Dieta
- Número mínimo de cambios en la dieta.
- Alimentación ad libitum
- Pienso triturado en lugar de granulado
- Dieta equilibrada en proteínas y metionina
- Triptófano dietético

### Genética
- Razas blancas como el Amberlink en comparación con las razas pigmentadas
- Razas menos volubles

### Vivienda y ganadería
- Criadores oscuros
- Adquirir las gallinas a una edad más temprana y permitirles salir antes al campo
- Retrasar el inicio de la puesta
- Mantener una bandada uniforme (comprar bandadas individuales y no mezclarlos)
- Comederos de plato en lugar de comederos de cadena
- Bebedores de tetina en lugar de bebedores de campana
- Buena calidad de camada
- Buena calidad del aire (bajos niveles de amoníaco y dióxido de carbono)
- Disminución de la intensidad de la luz
- Disminución de los niveles de ruido
- Temperatura de la casa por encima de 20 °C (68 °F)
- Varias personas inspeccionando las gallinas.
- Mínimos cambios de luz para la inspección
- Evitar el uso de luces en las cajas nido

### Comportamiento de la gallina
- Mayor uso de la gama (por ejemplo, bandadas más pequeñas, mayor refugio, gallos)
- Miedo reducido

### Salud
- Buena salud, sobre todo evitando la peritonitis del huevo y la bronquitis infecciosa.

## Métodos de control

### Recorte de pico
El recorte del pico, a veces denominado erróneamente descortezado, se describe con mayor precisión como "amputación parcial del pico". Se realiza en aves de corral para reducir la incidencia o los daños causados por el picoteo de plumas o canibalismo e implica la amputación de uno a dos tercios distales del pico del ave mediante una cuchilla o un rayo infrarrojo. El recorte del pico causa problemas de bienestar porque el tejido interno del pico contiene muchos nervios que se cortan durante el proceso: solo la superficie y la punta extrema del pico son tejido muerto queratinizado. Esto puede llevar a que se desarrollen neuromas (regeneración anormal de los nervios) en el muñón del pico amputado a partir del cual pueden producirse descargas neurales espontáneas anormales similares a las descargas originadas por los neuromas del muñón en personas amputadas e implicadas en el dolor del miembro fantasma.
Se ha demostrado que las gallinas domésticas tienen depósitos minerales de hierro en las dendritas de la parte superior del pico y son capaces de magnetorrecepción. Debido a que las gallinas usan información direccional del campo magnético de la tierra para orientarse en áreas relativamente pequeñas, esto plantea la posibilidad de que el recorte del pico perjudique la capacidad de las gallinas para orientarse en sistemas extensos, o para entrar y salir de edificios en sistemas de cría al campo libre.
Otro aspecto negativo del recorte del pico es que hace que las aves sean menos capaces de acicalarse de manera efectiva, por lo que las gallinas con el pico cortado tienen una mayor carga de ectoparásitos que las gallinas con el pico intacto.

### Manipulaciones de luz
Un método ampliamente utilizado para reducir el picoteo de las plumas consiste en reducir la intensidad de la luz, pero debido a que se necesita un mínimo de 5 lux para mantener la puesta de huevos, se recomiendan intensidades de 10 lux o más. A estas intensidades bajas, se vuelve difícil para los humanos inspeccionar adecuadamente a las gallinas , especialmente en los sistemas de alojamiento más densamente poblados, y la visión humana del color se ve obstaculizada, lo que hace que la detección de sangre sea casi imposible. Las bajas intensidades de luz pueden estar asociadas con otros costos de bienestar para las gallinas, ya que prefieren comer en ambientes muy iluminados y prefieren áreas muy iluminadas para un comportamiento activo pero tenues (<10 lux) para un comportamiento inactivo. Atenuar las luces también puede causar problemas cuando la intensidad se aumenta abruptamente temporalmente para inspeccionar las gallinas; esto se ha asociado como un factor de riesgo de mayor picoteo de plumas y las aves pueden asustarse y provocar reacciones de tipo pánico ("histeria") que pueden aumentar el riesgo de lesiones. En los pavos, las bajas intensidades de luz (quizás en combinación con largas fases de luz) pueden causar desprendimiento de retina y buftalmía, una distorsión de la morfología del ojo que puede conducir a la ceguera. Esto no parece haber sido investigado en gallinas ponedoras bajo patrones de iluminación modernos. Los cambios graduales en la intensidad de la luz que simulan un amanecer y un anochecer al principio y al final de la fase de luz, en lugar de apagar las luces abruptamente, permiten que las aves se alimenten antes del período de oscuridad y se muevan con seguridad a los dormideros, en lugar de moverse en la oscuridad y arriesgarse a lesionarse, lo que posiblemente sea más importante en los sistemas amueblados. Muchos productores han intentado colocar filtros rojos sobre las ventanas o usar luces rojas para reducir el picoteo de plumas y el canibalismo. Esto fue incluso objeto de una patente,  sin embargo, si una solución tan simple fuera efectiva, habría sido adoptada ampliamente por la industria.
Se ha sugerido que la ausencia de UV de las fuentes de luz artificial puede tener un papel en la causalidad del picoteo de las plumas en los pavos. Aún no se conoce hasta qué punto la ausencia de rayos UV en las luces artificiales compromete el bienestar de las aves de corral y otros animales. Otras especies de aves de corral prefieren áreas iluminadas con UV adicional, pero las aves criadas sin UV muestran pocos indicios de estar estresadas.

### Cría selectiva y genética
El picoteo de plumas tiene un componente hereditario con heredabilidades para este rasgo que van desde 0,07 a 0,56. Se han desarrollado líneas de gallinas que exhiben una actividad de picoteo de plumas alta o baja por selección artificial con aves de picoteo de plumas altas mostrando más picoteo de plumas que aves de picoteo de plumas bajas desde la segunda generación en adelante.
La selección de indicadores indirectos del picoteo de plumas, específicamente la cubierta de plumas intacta y la viabilidad en grupos de múltiples aves, ha llevado a reducciones en el picoteo de plumas y el canibalismo. Existe una considerable variación genética aditiva para estos rasgos con estimaciones de heredabilidad que van desde 0,22 a 0,54. Se ha identificado un rasgo que combina el picoteo de plumas y el canibalismo que provoca lesiones graves o la muerte en aves con el pico intacto; esto tiene una alta heredabilidad en 0.65.
Ha habido menos trabajo a nivel molecular de la genética del picoteo de plumas. Los principales genes para el picoteo de plumas se han encontrado junto con los poligenes . Hay marcadores de picoteo severo de plumas en los cromosomas 1, 2 y 10 y también posiblemente en el cromosoma 3.

### Dispositivos (bits y gafas)
Se han desarrollado dispositivos para reducir o eliminar los efectos dañinos del picoteo de plumas. Estos dispositivos requieren tiempo y habilidad para adaptarse y por lo tanto tienen problemas de practicidad dado que las parvadas comerciales normalmente contienen varios miles de aves. Debido a esto, no se usan ampliamente en la producción avícola moderna, excepto para la caza .
- Los bits o bumpabits[57] son pequeños anillos de plástico, cuyo cuerpo pasa entre el maxilar y la mandíbula del pico y se sujetan colocando en las fosas nasales o narinas. Algunos se mantienen en su lugar con un alfiler que atraviesa el tabique nasal. Estos dispositivos dificultan que el ave cierre completamente su pico y agarre las plumas de otro individuo.

Anteojeras para aves de corral: de la patente de EE. UU. "Dispositivo para evitar la picadura de aves de corral" presentada en 1935

- Los anteojos o 'anteojeras' [57] son piezas de plástico o metal con forma de gafas opacas que se colocan en el pico del ave para bloquear su visión. Los dispositivos se sujetan con un circlip que se introduce en las fosas nasales o con un alfiler que atraviesa el tabique nasal. Estos dispositivos se basan en el principio de que, al interferir con la visión del ave, ésta es menos capaz de localizar visualmente las plumas de otra ave y, por lo tanto, es menos capaz de agarrarlas y tirar de ellas.

#### Legislación
La legislación sobre estos dispositivos en el Reino Unido la fórmula Defra.
En el caso de las gallinas ponedoras, la literatura relevante es el Código de Recomendaciones para el Bienestar del Ganado de Defra: Gallinas Ponedoras. En el se establece:

The Welfare of Livestock (Prohibited Operations) Regulations 1982 (S.I. 1982 No.1884) prohibits...the fitting of any appliance which has the object or effect of limiting vision to a bird by a method involving the penetration or other mutilation of the nasal septum.

En el caso de las aves de caza, la legislación pertinente es el Código de Prácticas para el Bienestar de las Aves de Caza Criadas con Fines Deportivos (Defra Code of Practice for the Welfare of Gamebirds Reared for Sporting Purposes). En él sé establece lo siguiente:

5.1 The use of management devices or practices that do not allow birds to fully express their range of normal behaviours should not be considered as routine and keepers should work towards the ideal of management systems that do not require these devices. Such devices and practices include mutilations...and the use of bits, spectacles and hoods to prevent feather pecking, egg eating or aggression. Their use should be justified on a flock by flock basis and regularly reviewed in the flock health and welfare plan. Any device that is designed to pierce the nasal septum is illegal.